# Islas Sandy
Las Islas Sandy (en inglés: Sandy Islands ) es un pequeño grupo de cuatro islas situadas en la cuenca norte del lago Winnipeg, en la provincia de Manitoba en Canadá. Las islas Sandy junto con la isla George pequeña, la isla de George y las Islas Spider forman una cadena de islas, que son una continuación de Pas Moraine.
La isla más grande dentro del grupo es la isla grande de Sandy, que se encuentra aproximadamente a 47 kilómetros (29 millas) al oeste de la desembocadura del río Poplar en la costa oriental, y aproximadamente a 32 kilómetros (20 millas) al este de la punta más oriental de Long Point en la orilla occidental del lago Winnipeg.